# Bonn (Louisiana)
|  | Dieser Artikel wurde aufgrund von inhaltlichen Mängeln auf der Qualitätssicherungsseite des Projektes USA eingetragen. Hilf mit, die Qualität dieses Artikels auf ein akzeptables Niveau zu bringen, und beteilige dich an der Diskussion! Eine nähere Beschreibung der zu behebenden Mängel fehlt. |

Bonn ist eine Unincorporated Community im US-amerikanischen Bundesstaat Louisiana.

## Geographische Lage
Bonn ist eine Streusiedlung, die sich entlang der Route 61 erstreckt. Die Siedlung liegt im Südosten des Bundesstaates im East Baton Rouge Parish in der Nähe des Mississippi River und ist Bestandteil der Metropolregion Baton Rouge.
In der Nähe liegt der Louisiana National Cemetery.